# سفارة المملكة المتحدة في إيطاليا
سفارة المملكة المتحدة في إيطاليا هي أرفع تمثيل دبلوماسي لدولة المملكة المتحدة لدى إيطاليا. تقع السفارة في البلدية الأولى ‏ وهي تهدف لتعزيز المصالح البريطانية في إيطاليا.

## وصلات خارجية
- الموقع الرسمي
- قائمة سفارات المملكة المتحدة
- قائمة السفارات في إيطاليا